# LSV Heiligenbeil
Der LSV Heiligenbeil (Luftwaffen-Sportverein Heiligenbeil) war ein deutscher Militärsportverein aus der gleichnamigen ostpreußischen Stadt, dem heutigen Mamonowo im russischen Oblast Kaliningrad.

## Geschichte
Der Verein, dem Militärangehörige der in Heiligenbeil stationierten Luftwaffe angehörten, wurde spätestens 1940 gegründet.
Bereits in der zweitklassigen Fußball-Bezirksklasse Königsberg 1939/40 ist ein Verein mit Namen LSV Weimar Heiligenbeil überliefert, der sich am Ende der Spielzeit zurückzog. Zur Spielzeit 1940/41 trat dann der LSV Heiligenbeil in der zweitklassigen Fußballliga an, wurde ungeschlagen Erstplatzierter und qualifizierte sich dadurch für die Aufstiegsrunde zur Gauliga Ostpreußen 1941/42, die ebenfalls erfolgreich bestritten wurde. In der erstklassigen Gauliga Ostpreußen erreichte der Verein 1941/42 den vierten Tabellenplatz. Ebenfalls in dieser Spielzeit qualifizierte sich Heiligenbeil für die Hauptrunde des Tschammerpokals, bei dem der Verein jedoch bereits in der ersten Runde nach einer 2:3-Niederlage gegen die SG Neufahrwasser ausschied.
Die Handballabteilung qualifizierte sich als Sieger der Handball-Gauliga Ostpreußen für die Deutsche Feldhandball-Meisterschaft 1941/42, erreichte nach einem 12:3-Erfolg über die TuS Marienwerder die Vorrunde und schied in dieser nach einer 0:15-Niederlage gegen die SG OrPo Berlin aus.
1942 erfolgte ein Standortwechsel nach Elbing, wodurch sich der Verein aus den Spielklassen des Gaus Ostpreußen zurückzog und als LSV Elbing in den Gau Danzig-Westpreußen wechselte. Dort spielte der Verein 1942/43 noch eine Spielzeit in der 1. Klasse Elbing, zog sich aber im Februar 1943 vom Spielbetrieb zurück. Spätestens 1944 erlosch der Verein.

## Erfolge
- Spielzeiten in der Fußball-Gauliga Ostpreußen: 1941/42
- Teilnahme an der Hauptrunde des Tschammerpokals: 1942
- Teilnahme an der deutschen Feldhandballmeisterschaft: 1942